# 深沢あかり
深沢 あかり（ふかさわ あかり、1998年6月20日 - ）は、日本の元ファッションモデル。旧芸名、深沢 明莉（ふかさわ あかり）。神奈川県出身。プラチナムプロダクションに所属していた。

## 略歴・人物
- 2009年には、アメーバブログのジャンル別デイリー小学生ランキングで1位を獲得した[2]。
- 朝日新聞2010年11月28日付け一面にて、連載『いま子どもたち』つながる第1回として「明莉12歳 読者モデル」と題した記事が掲載された。記事では、同年10月24日に開催された「めちゃモテ×ニコ☆プチ ガールズコレクション2010秋」出演時の様子を中心に紹介されている[3]。
- 2016年、大学受験を控えるようになったことが理由で芸能界を引退。
- 一人っ子[4]。
- ダンス・スタイル・キッズ1期生。
- 趣味はオシャレ、スケート、料理。特技は歌。

## 出演

### スチール
- BANANA CHIPS カタログモデル
- LOVE STEP イメージモデル

### ショー
- 東京トップキッズコレクション（TTKC）
- 福岡アジアコレクション（FACo）

### バラエティ
- ピラメキーノ 男女8人恋物語 シーズン2･3（テレビ東京）

### 雑誌連載
- ニコ☆プチ（2008年 - 2011年、新潮社） - 読者モデル
- ダンス・スタイル・キッズ（Rittor Music） - 「akari~na☆のノリおくれたらヤバくない?!」連載

## 作品

### アルバム
- SUPER J-EURO BEST MIX（2010年7月7日、avex trax） - 曲名「lucky lucky」
- SUPER J-EURO BEST MIX -HYPER TUNE-（2010年10月20日、avex trax） - 曲名「You can fall in love」